# International Nomenclature of Cosmetic Ingredients

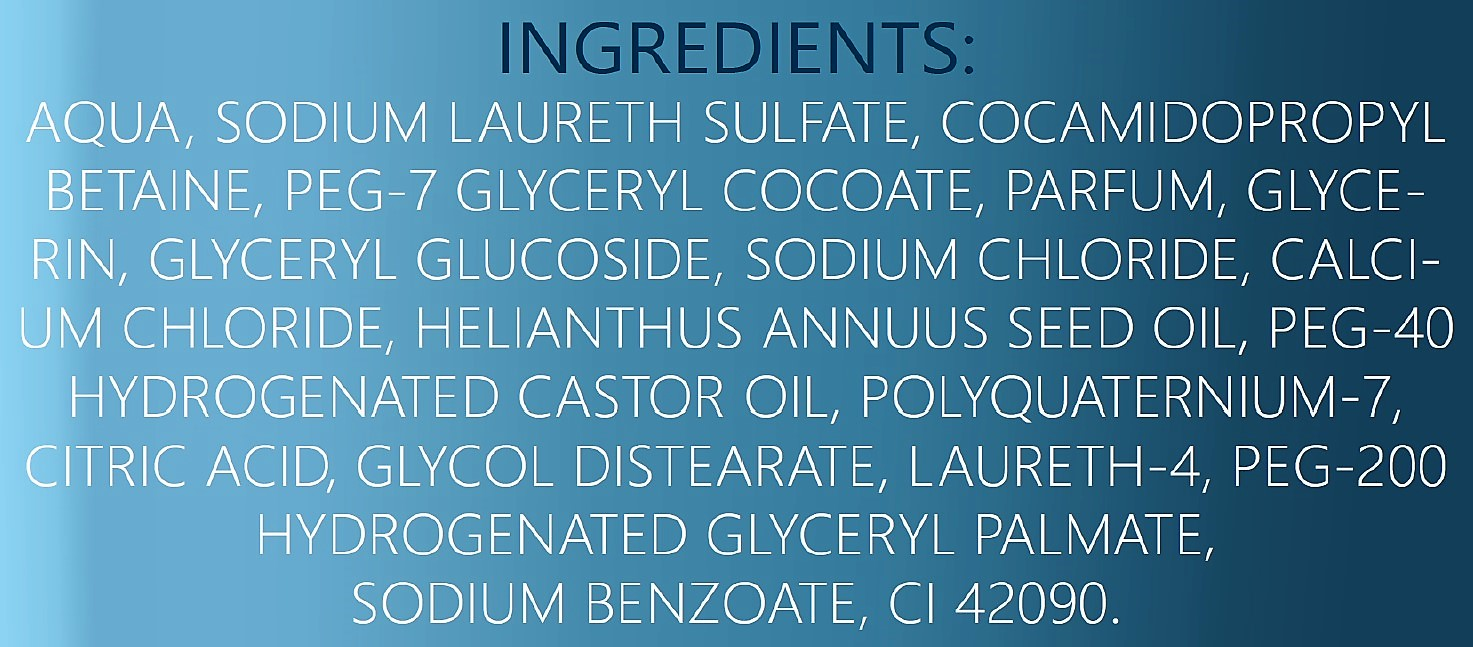
Indication conforme à l'INCI des ingrédients d'un produit cosmétique au dos d'un emballage.

La nomenclature internationale des ingrédients cosmétiques ou INCI, abréviation de International Nomenclature of Cosmetic Ingredients a été conçue en 1973 par la Cosmetic, Toiletry and Fragrance Association (en) (CTFA), association américaine regroupant des fabricants de cosmétiques. En Europe, son utilisation est obligatoire pour les cosmétiques depuis 1998 : tous les cosmétiques doivent donner sur leur emballage la liste complète des ingrédients dans l'ordre décroissant de leur quantité et sous leur dénomination INCI.

## Avantages et inconvénients de la nomenclature INCI

### Avantages
L'indication de tous ingrédients permet de savoir ce que contiennent vraiment les cosmétiques et de repérer les composés qui peuvent causer des allergies. Les noms des ingrédients sont les mêmes dans tous les pays qui utilisent le système INCI : États-Unis, Europe, Japon, en projet au Canada.

### Inconvénients
La nomenclature INCI a quand même des limites : on ne connaît pas la quantité exacte des ingrédients (ce problème n'est pas lié à la liste INCI mais au fait que les concentrations ne sont pas obligatoires pour protéger les recettes secrètes des fabricants), ni leur origine (il n'est pas précisé si certains ingrédients sont génétiquement modifiés) et leur mode de fabrication. Le fabricant peut même demander à indiquer un ingrédient sous une forme codée (code à sept chiffres, par exemple 600277D ou ILN5643) s'il a peur d'être copié par ses concurrents.
Le principal inconvénient de ce langage est qu'il est incompréhensible pour les consommateurs.
Les ingrédients tels que les ajouts d'actifs de synthèse dans les produits dits végétaux ou sans paraben, respectueux de l’environnement sont souvent dissimulés sous le terme de : parfum. En effet, ces fragrances peuvent atteindre un dosage élevé composé de 100 ingrédients parmi un panel de près de 3 000 produits destinés à la création cosmétique et entrant dans leur composition. Parmi ces ingrédients non identifiés dans la partie ingrédients devant figurer sur l’emballage des cosmétiques, certains peuvent s'avérer être allergènes, irritants, asséchants... Donc la nomenclature "parfum", à ne pas prendre à la légère, constitue un inconvénient extrêmement trompeur pour le consommateur.

## Principe de la nomenclature INCI
Les règles de fonctionnement de l'INCI sont définies dans l'International Cosmetic Ingredient Dictionary and Handbook, publié par la CTFA.
La nomenclature INCI est écrite dans deux langues :
- les extraits de plante sont donnés sous le nom latin de la plante. Par exemple, on emploie Simmondsia chinensis, nom botanique du jojoba, pour parler de l'huile de jojoba. (Le nom obsolète Buxus chinensis est aussi encore employé en INCI.)

- les noms de molécules et les noms usuels sont donnés en anglais. Ainsi l'oxyde de zinc s'écrit zinc oxide. Et honey se rapporte au miel.

Par convention, les ingrédients parfumés sont regroupés sous le nom « parfum », sans les détailler. Les colorants sont désignés par un Colour Index, qui s'écrit CI puis un nombre à 5 chiffres. Le code CI 75470 par exemple correspond au carmin obtenu à partir de la cochenille.

### Tableau des colorants répertoriés sous un index INCI
| Code     | Définition                                                            |
| -------- | --------------------------------------------------------------------- |
| CI 12085 | CI 12085 (rouge)                                                      |
| CI 14700 | Rouge Écarlate GN (E125)                                              |
| CI 14720 | Carmoisine (E122 - rouge)                                             |
| CI 15510 | CI 15510 (orange)                                                     |
| CI 15850 | CI 15850 (rouge)                                                      |
| CI 15880 | CI 15880 (rouge)                                                      |
| CI 15985 | Jaune Orangé S (E110)                                                 |
| CI 16035 | Rouge Allura AC (E129)                                                |
| CI 16185 | Amarante (E123 - rouge)                                               |
| CI 16255 | Rouge Ponceau 4R (E124)                                               |
| CI 17200 | CI 17200 (rouge)                                                      |
| CI 18050 | Rouge 2G (E128)                                                       |
| CI 18965 | CI 18965 (jaune)                                                      |
| CI 19140 | Tartrazine (E102 - jaune)                                             |
| CI 26100 | CI 26100 (rouge)                                                      |
| CI 28440 | Noir Brillant BN (E151)                                               |
| CI 42045 | Bleu Turquoise                                                        |
| CI 42051 | Bleu Patenté V (E131)                                                 |
| CI 42053 | CI 42053 (vert)                                                       |
| CI 42090 | Bleu Brillant FCF (E133)                                              |
| CI 44090 | Vert Solide BS (E142)                                                 |
| CI 45380 | CI 45380 (rouge)                                                      |
| CI 45410 | CI 45410 (rouge)                                                      |
| CI 45430 | Érythrosine (E127 - rouge)                                            |
| CI 47005 | Jaune de Quinoléine (E104)                                            |
| CI 60725 | CI 60725 (violet)                                                     |
| CI 60730 | CI 60730 (violet)                                                     |
| CI 61565 | CI 61565 (vert)                                                       |
| CI 61570 | CI 61570 (vert)                                                       |
| CI 69800 | Bleu Anthraquinonique (E130)                                          |
| CI 73015 | Indigotine (E132 - violet)                                            |
| CI 73360 | CI 73360 (rouge)                                                      |
| CI 73900 | CI 73900 (violet)                                                     |
| CI 74160 | CI 74160 (bleu)                                                       |
| CI 74260 | CI 74260 (vert)                                                       |
| CI 75300 | Curcumine (E100 - jaune)                                              |
| CI 75470 | Carmin de cochenille (E120 - rouge)                                   |
| CI 75810 | Chlorophylle ou Chlorophylline (E140 - vert)                          |
| CI 75815 | Complexe cuivrique de Chlorophylle ou de Chlorophylline (E141 - vert) |
| CI 77000 | Aluminium (E173 - blanc)                                              |
| CI 77007 | Lazurite (bleu)                                                       |
| CI 77019 | Mica (effet pailleté ou argenté)                                      |
| CI 77163 | CI 77163 (blanc)                                                      |
| CI 77266 | Carbone (noir)                                                        |
| CI 77288 | Trioxyde de Chrome (vert)                                             |
| CI 77289 | Trioxyde de Chrome (vert)                                             |
| CI 77480 | Or (E175 - jaune)                                                     |
| CI 77491 | Trioxyde de Fer (E172(ii) - rouge)                                    |
| CI 77492 | Monoxyde de Fer (E172(iii) - jaune)                                   |
| CI 77499 | Tetraoxyde de Fer (E172(i) - noir)                                    |
| CI 77510 | Bleu de Prusse                                                        |
| CI 77742 | Manganèse violet                                                      |
| CI 77820 | Argent (E174 - blanc)                                                 |
| CI 77891 | Dioxyde de Titane (E171 - blanc)                                      |
| CI 77947 | Oxyde de Zinc (blanc)                                                 |